# صعیدی

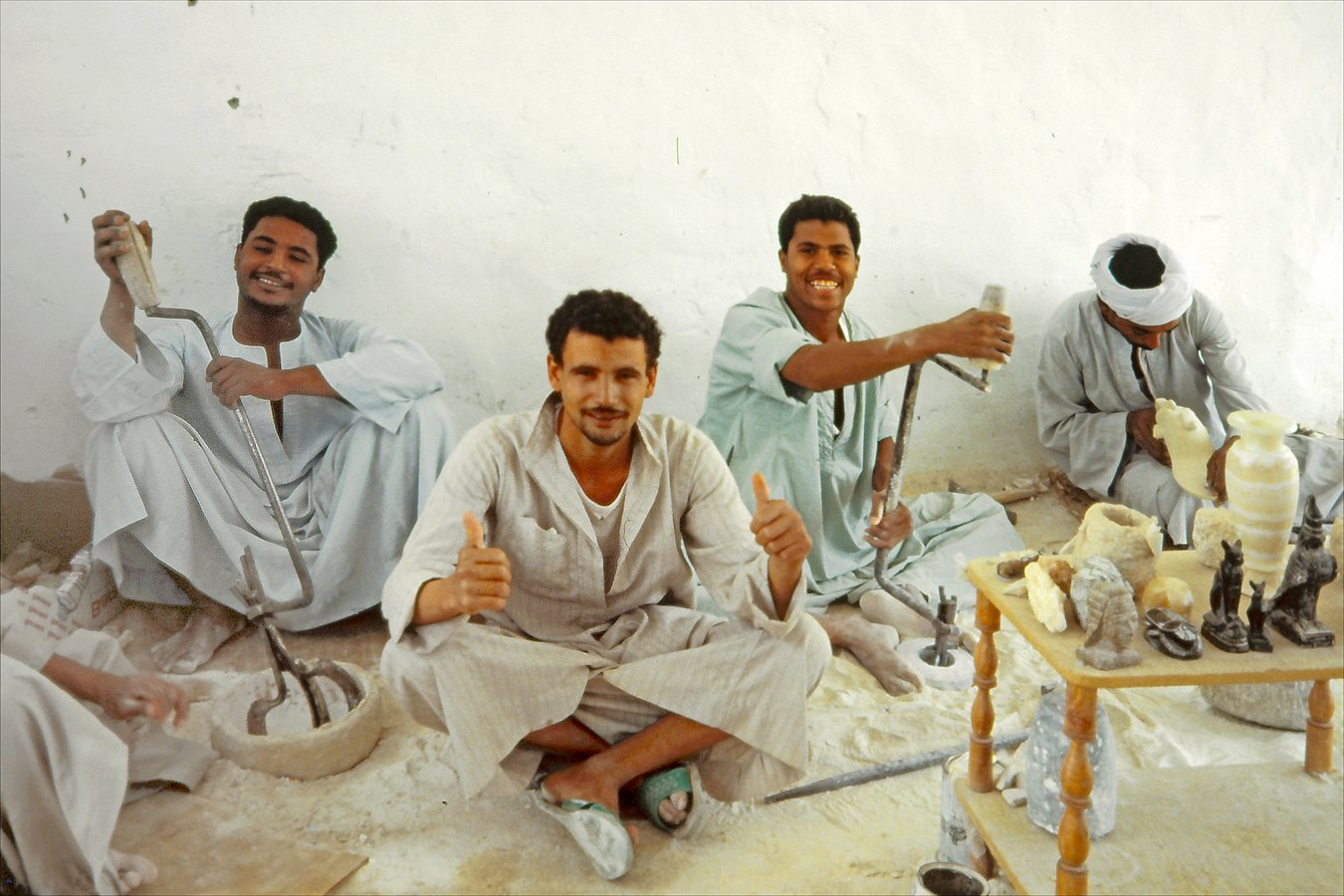
تصویری از مردمان صعیدی

صعیدی اصطلاحی عمومی در مصر برای اشاره به اهالی مصر علیا است. ۴۰٪ مردم مصر در مصر علیا می‌زیند و ۸۰٪ فقر مصر در این منطقه متمرکز است. میلیون‌ها تن از اهالی مصر علیا برای به دست آوردن فرصت‌های شغلی به مصر سفلی مهاجرت کرده‌اند. صعیدی‌ها به‌طور سنتی روستانشین هستند.

## ریشه‌شناسی
این واژه به معنی آمده از صعید (مصر علیا) است و برای اشاره به شیوه موسیقی برآمده از منطقه و گویشه مورد استفاده صعیدی‌ها نیز به کار می‌رود. واژه عربی صعید به عنوان یک اصطلاح جغرافیایی به معنی سرزمین بلند، کوهستانی و فلات است. پسوند ی نشان دهنده صفت است.

### تلفظ
این واژه در گویش خود صعیدی‌ها [sˤɑˈʕi:di] یا [sˤɑˈʕi:dej] تلفظ می‌شود و جمع آن [sˤɑˈʕɑ:jda] یا [sˤɑˈʕɑ:jde] است. در عربی مصری [sˤeˈʕi:di] تلفظ می‌شود و جمع آن [sˤɑˈʕɑjdɑ] است.

## کلیشه‌ها و لطیفه‌ها
صعیدی‌ها و گویش ایشان موضوع بسیاری از لطیفه‌های قومیتی مصری است. ایشان در نگاه عوام روستاییان ساده لوحی هستند، که از نظر بدنی قوی هستند اما از استعداد کمتری از دیگر مصری‌ها دارند. یک نمونه از این کلیشه‌سازیها فیلم پرفروش صعیدی فی الجامعة الأمریکیة (یک صعیدی در دانشگاه آمریکایی، منظور دانشگاه آمریکایی قاهره است) (۱۹۹۸ میلادی) با بازی محمد هنیدی است.

## دین در مصر علیا
این ناحیه جمعیت بزرگ قبطی را در خود جای داده و دارای تاریخچه قبطی غنی است. برای نمونه قبطی صعیدی یکی از گویش‌های پیشروی قبطی پیش از اسلام بوده است. در دهه‌های گذشته نسبت جمعیت بالای قبطی‌ها در مصر علیا این امکان را ایجاد کرده که مسیحی‌ها جایگاه‌های برجسته سیاسی را به دست آوردند. برای نمونه استان قنا در سال ۲۰۱۱ یک فرماندار قبطی داشته است.